# Goiandira
Goiandira är en kommun i Brasilien.   Den ligger i delstaten Goiás, i den sydöstra delen av landet, 260 km söder om huvudstaden Brasília. Antalet invånare är 5 268.
Omgivningarna runt Goiandira är huvudsakligen savann. Runt Goiandira är det glesbefolkat, med 9 invånare per kvadratkilometer.